# Taimu Shan
Das Taimu-Gebirge bzw. Taimu Shan (太姥山, Übersetzung: Urgroßmutter-Berg) ist ein Gebirge in der kreisfreien Stadt Fuding der chinesischen bezirksfreien Stadt Ningde (Provinz Fujian). 
Es hat eine Fläche von 60 km² und ist auf zwei Seiten vom Meer umgeben. Das Gebirgsmassiv besteht aus 54 Gipfeln. Der Hauptgipfel Moxiao ist 1081 m hoch. 
Nach einer Legende geht der Name des Gebirges auf eine alte Frau zurück, die während der Regierungszeit des Urkaisers Yao dort in der Abgeschiedenheit Orchideen züchtete. Als sie die Unsterblichkeit erlangte, flog sie zum Himmel empor.

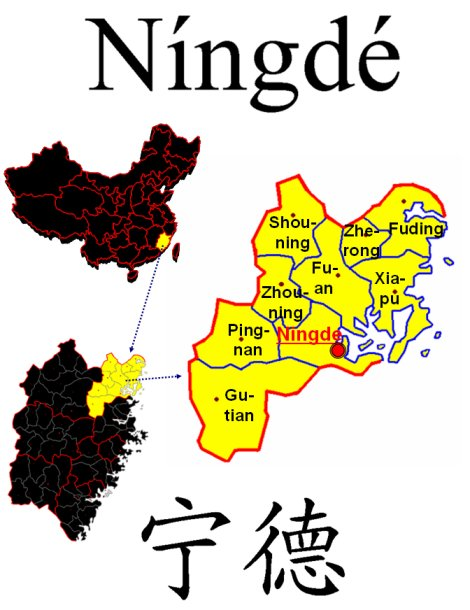
Untergliederung der Stadt Ningde auf Kreisebene

Im Taimu-Gebirge befindet sich die Yuhu-Strohhalle und die Xuanji-Höhle, in denen sich der Philosoph Zhu Xi zurückzog. Eine andere Höhle ist die Sanfuyao Dong; die Höhle, in der man sich drei Mal bücken muss, da sie so niedrig ist.